# Serie A 2007-08

Distribució dels equips de la Serie A durant la temporada 2007-08

La Serie A 2007-08 va ser la 106a edició de la Lliga italiana de futbol i la 76a temporada d'ençà que es disputa en sistema de lliga. Va començar el 26 d'agost del 2007 i acabà el 18 de maig del 2008. L'Inter de Milà va aconseguir el títol a la darrera jornada amb una renda de tres punts sobre el segon, l'AS Roma.

## Classificació
- Font: www.resultados-futbol.com/serie_a2008'

## Màxims golejadors
| Jugador              | Gols | Equip          |
| -------------------- | ---- | -------------- |
| Alessandro Del Piero | 21   | Juventus FC    |
| David Trezeguet      | 20   | Juventus FC    |
| Marco Borriello      | 19   | Genoa CFC      |
| Antonio Di Natale    | 17   | Udinese Calcio |
| Adrian Mutu          | 17   | ACF Fiorentina |
| Zlatan Ibrahimovic   | 17   | Inter Milà     |